# Cristóvão II da Dinamarca
Cristóvão II (29 de setembro de 1276 – 2 de agosto de 1332) foi o Rei da Dinamarca de 1320 até ser deposto em 1326 por Valdemar III, e novamente de 1330 até sua morte. Era filho do rei Érico V e Inês de Brandemburgo.